# Niphopyralis chionesis
Niphopyralis chionesis là một loài bướm đêm trong họ Crambidae.